# Movimiento de Izquierda Revolucionaria (Xile)
El Movimiento de Izquierda Revolucionaria (MIR) va ser una guerrilla d'extrema esquerra xilena fundada en 1965. Sota el suport de Cuba, tenia per objecte instal·lar mitjançant una revolució un estat marxista a Xile. Es va distingir pel seu actuar directe i paramilitar des de 1967 i la seva posterior resistència a dictadura militar. En el seu zenit en 1973, va comptar amb 10.000 membres.
El MIR ha manifestat el seu rebuig al terrorisme com una forma de lluita militar o política, malgrat descartar la "via pacífica" en el seu manifest polític.
Va néixer amb la intenció de ser "l'avantguarda marxista-leninista de la classe obrera i de les capes oprimides de Xile" i la finalitat del "derrocament del sistema capitalista i el seu reemplaçament per un govern d'obrers i camperols". D'acord amb la II Declaració de Principis del MIR de 1998, -que ratifica i complementa la primera-: «El MIR lluita per una societat socialista que prepari les condicions de la societat sense classes i sense estat: la societat comunista».
Des de 1986 fins a començaments dels anys noranta sofreix un procés de divisions internes, per les diferents formes d'analitzar la realitat xilena cap a la fi de la dictadura militar, que van portar lentament a un fort debilitament de l'organització.
Després de les diverses divisions i partida de militants a altres partits durant els anys 1990, és representat principalment pels dirigents Demetrio Hernández i Mónica Quilodrán.

## Orígens (1965-1970)

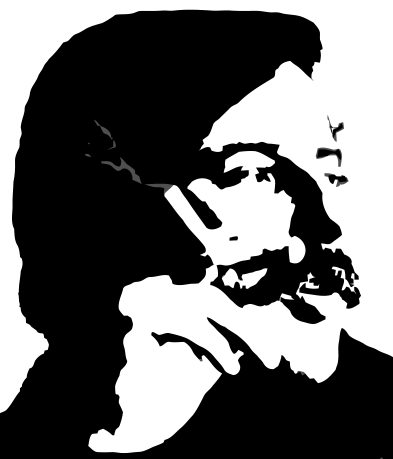
Miguel Enríquez

Es va formar el 15 d'agost de 1965, a partir d'un grup de dirigents estudiantils de la Universitat de Concepción l'origen de la qual es troba en el Movimiento Socialista Revolucionario (una fracció en la Joventut Socialista de Concepción, activa en el Nucli Espartaco i en la FEC – Federació d'Estudiants de Concepción) i algunes organitzacions marxistes. Al seu I Congrés fundacional, celebrat a Santiago, delegats del grup Vanguardia Revolucionaria Marxista-Rebelde (organització en la qual van militar breument els joves marginats del PS i on es trobava Miguel Enríquez, el seu germà Marco Antonio, Bautista van Schouwen i Marcello Ferrada de Noli, cap del nucli Espartaco que acollia a la fracció dels jovenes socialistes), del Partit Socialista Popular, el Partit Radical de Xile, el Partit Obrer Revolucionari, anarquistes del grup Libertario, alguns militants de les Joventuts Comunistes crítics a les polítiques del seu partit encapçalats per Luciano Cruz, un sector del Partit Socialista Revolucionari i dirigents sindicals agrupats entorn del líder sindical Clotario Blest i a l'historiador trotskista militant del PER, Luis Vitale, van decidir donar forma a la nova organització. Al congrés de fundació van ser aprovats tres documents, en aquest ordre: 1) La Tesi Insurreccional, 2) Declaració de Principis, i 3) Programa.
El primer document aprovat al congrés de fundació és conegut com a Tesi Insurrecional, sent el seu títol "La Conquesta del Poder per la Via Insurreccional". Els autors de la Tesi Insurreccional van ser Miguel Enríquez, Marco Antonio Enríquez i Marcello Ferrada de Noli.
La Declaració de Principis del MIR aprovada en el Congrés Constituent de 1965 expressa a l'inici:
| « | Les directives burocràtiques dels partits tradicionals de l'esquerra xilena defrauden les esperances dels treballadors; en comptes de lluitar pet l'enderrocament de la burgesia es limiten a plantejar reformes al règim capitalista, en el terreny de la col·laboració de classes, enganyen als treballadors amb una dansa electoral permanent, oblidant l'acció directa i la tradició revolucionària del proletariat xilè. Fins i tot, sosté que es pot aconseguir el socialisme per la "via pacífica i parlamentària", com si alguna vegada en la història de les classes dominants haguessin lliurat voluntàriament el poder. | » |

I en el seu article VII:
| « | El MIR s'organitza per ser l'avantguarda marxista-leninista de la classe obrera i capes oprimides de Xile que busquen l'emancipació nacional i social. El MIR es considera l'autèntic hereu de les tradicions revolucionàries xilenes i el continuador de la trajectòria socialista de Luis Emilio Recabarren, el líder del proletariat xilè. La finalitat del MIR és el derrocament del sistema capitalista i el seu reemplaçament per un govern d'obrers i camperols, dirigits pels òrgans del poder proletari, la tasca del qual serà construir el socialisme i extingir gradualment l'Estat fins a arribar a la societat sense classes. El MIR rebutja la teoria de la "via pacífica" perquè desarma políticament al proletariat i per resultar inaplicable, ja que la pròpia burgesia és la que resistirà, fins i tot amb la dictadura totalitària i la guerra civil, abans de lliurar pacíficament el poder. Reafirmem el principi marxista-leninista que l'únic camí per enderrocar el règim capitalista és la insurrecció popular armada. | » |

Al seu II Congrés (1967), els militants de definició trotskista es van apartar, en guanyar posicions el grup d'estudiants provinents de la Vanguardia Revolucionaria Marxista-Rebelde: Miguel Enríquez, Luciano Cruz i Bautista van Schouwen. El 1968, s'integraren el GRAMA (Grupo Avanzada Marxista de Concepción) i les FAR (Fuerzas Armadas Revolucionarias de Santiago).
En 1969 Luis Vitale, membre fundador del partit en fou expulsat junt a la resta dels seus membres trotskistes.

## Govern de Salvador Allende i dictadura militar (1970-1990)
En arribar al poder la Unidad Popular i Salvador Allende el 1970, la direcció del partit va determinar suspendre qualsevol tipus d'acció armada, al mateix temps que defineix una postura crítica davant el govern i de suport a la mobilització i organització social. A més el MIR va cessar de ser perseguit, deixant la clandestinitat que va tenir cap a finals del govern de Frei Montalva, iniciant una ràpida inserció política en diferents sectors socials, amb els anomenats "Frentes Intermedios de Masas": el Frente de Campesinos Revolucionarios (FCR), el Movimiento Universitario d'Izquierda (MUI), el Frente de Trabajadores Revolucionarios (FTR), el Frente de Pobladores Revolucionarios (FPR) i el Frente d'Estudiantes Revolucionarios (FER).
Entre 1970 a 1973, el MIR es converteix en un partit de masses, amb influència a nivell nacional i en disputa d'hegemonia política de l'esquerra xilena amb el qual l'organització cridava "el reformisme", és a dir els sectors que donaren suport a mantenir el procés polític de la Unitat Popular per un llit legal i institucional. Aquesta disputa la donarà principalment contra el Partit Comunista en els diferents fronts socials. En aquest sentit, per exemple, el MIR competeix pel rectorat de la Universitat de Xile, amb la candidatura d'Andrés Pascal Allende com a rector. Així també el partit es llança a les eleccions per la directiva de la CUT aconseguint un 2%. D'altra banda, aconsegueix una importància significativa a nivell de la pagesia -a les zones de Cautín, Chillán- amb les celebres "corridas de cerco". A més el MIR s'insereix notablement en campaments i poblacions marginals, sent un referent de l'organització el Campament "Nueva Habana".
Malgrat les diferències amb Salvador Allende col·loca la seva incipient estructura militar a la disposició de la seva seguretat. Al moment del cop d'estat, que va portar al poder a Augusto Pinochet el 1973, el grup polític va ser proscrit i reprimit intensament: centenars dels seus dirigents i militants van sofrir la tortura, mort o desaparició forçada, i fins al dia d'avui molts d'ells romanen en qualitat de detinguts desapareguts. De fet, Miguel Enríquez, el seu Secretari General i màxim dirigent al moment del Cop Militar, mor en un combat amb les forces de seguretat de la Dictadura Militar el 5 d'octubre de 1974. En la direcció del Moviment, ho va succeir Andrés Pascal Allende.
Durant la dictadura militar, l'organització va realitzar múltiples esforços amb l'objectiu declarat de produir la derrota política i militar d'aquesta, organitzant accions de caràcter armada i d'organització i mobilització social. Des de l'exterior muntarà l'Operació Retorno (1977-1979), en la qual diversos quadres del MIR tornen al país a fer tasques de conducció política, operacions militars, de propaganda. Entre aquestes es troben el robatori de la bandera de la Independència (1980), l'assassinat de l'Intendent de Santiago Brigadier Carol Urzúa (1983).
Durant la dictadura, la seva major presència la va tenir en el moviment poblacional, per mitjà de l'Organización de Pobladores (ODEPO). Al mateix temps que desenvolupo una important participació en la reconstrucció del moviment estudiantil universitari i secundari opositor, amb la creació de la Unión Nacional de Estudiantes Democráticos, i posteriorment la Juventud Rebelde Miguel Enríquez. ls seus militants van participar, a més, del moviment de defensa de persones que sofrien la violació dels seus drets humans, impulsant la creació del Comité de Defensa de los Derechos del Pueblo (CODEPU, 1980); no obstant això, la seva inserció en el moviment sindical va ser menor. També va participar de la creació del Movimiento Democrático Popular (1983-1987), que reunia a les organitzacions antidictatoriales d'esquerra.
Per a finals de la dècada de 1970 i inici de la dècada de 1980, el MIR tenia prop de 3.000 membres i simpatitzants. Un dels moments més dramàtics de la història del MIR es va viure després de l'intent d'organitzar una columna guerrillera en els sectors rurals, amb un grup de guerriller infiltrats a la zona de Neltume i Nahuelbuta en (1981), situada a la zona centro-sud del país, el que va ser detectat i aniquilat per la Dictadura.

## Divisió del MIR (1987-1997)
A partir de l'any 1987, l'organització va sofrir una sèrie de divisions internes, sorgides a conseqüència del debat sobre les formes de lluita a implementar contra la dictadura. Es van conformar inicialment tres fraccions, una que declarava privilegiar les formes armades de lluita liderada per Hernán Aguiló, qui havia estat dirigent del Frente de Trabajadores Revolucionarios, front polític del MIR entre els treballadors durant la Unitat Popular. Una altra per Nelson Gutiérrez i pel jove dirigent Jecar Neghme Cristi que seria denominada com a "MIR polític" pel seu rebuig a continuar el desenvolupament de formes de lluita militars al moment polític que vivia el país. I finalment l'encapçalada per Andrés Pascal Allende el denominat corrent "històric" que proposava continuar l'acció política, combinant formes de lluita de masses amb accions armades.
Els sectors encapçalats per Aguiló i Pascal van ser sucumbint víctimes dels cops policials rebuts i com a resultat de les labors de seguretat empreses per la dictadura militar del General Pinochet, desapareixent finalment atomitzats en petits grups autònoms, l'última expressió dels quals va ser el denominat "MIR EGP-PL" (MIR Ejército Guerrillero de los Pobres Patria Libre), que impulsà accions armades durant l'inici del període de l'anomenada transició política, encara que molts dels seus membres van acabar empresonats, l'estructura manté una presència menor, més aviat propagandista, fins al present.
D'altra banda, la fracció coneguda com el "MIR Gutiérrez" o "MIR polític", va abandonar qualsevol intent d'impulsar formes armades de lluita i va tractar de desenvolupar una estratègia d'inserció en el procés polític que es va obrir després del plebiscit de 1988, iniciant al seu torn un procés de dissolució en retornar Xile a un règim polític democràtic. No obstant això, amb anterioritat a aquest desplaçament, aquesta fracció va sofrir una crisi que va derivar en un trencament que va donar origen a tres grups: D'una banda els qui postulaven emigrar al Partit Socialista o altres Partits de centre esquerra, sota l'argument que el MIR ja no tindria sentit amb la fi de la Dictadura; d'altra banda un grup de direccions regionals va fundar el que es va denominar Direcció nacional Provisòria encapçalada per Carlos Lafferte, Luciano Vejar, Mauricio Chamorro i Pedro Huerta que postulaven la continuïtat del partit i el projecte revolucionari en un nou context polític, generant les aliances amb altres grups d'esquerra que van donar forma en 1991 al Movimiento de Izquierda Democrático Allendista (MIDA), i finalment un grup de militants encapçalat pel dirigent Demetrio Hernández, membre del comitè central del MIR "Polític".
Al dia d'avui, solament manté una presència política rellevant la fracció conduïda originalment per Demetrio Hernández qui assumeix la direcció del partit a mitjan 1992, després de la dissolució del Comitè Central del MIR "Polític".

## Darrers temps (1997-2014)
El 15 d'agost de 1997, la col·lectivitat dirigida per Demetrio Hernández va realitzar el que va denominar el "V Congrés" on va definir la necessitat de l'actualització del pensament polític revolucionari de l'organització, mantenint la seva línia ideològica i apostant per un socialisme llatinoamericà. Va realitzar dos nous congressos el 2003 i 2007, i diverses Conferències Nacionals de caràcter intern, on es va afirmar el caràcter revolucionari i socialista del partit, actualment ocupa el càrrec de secretària general la militant Mónica Quilodrán. Va participar també en diversos intents d'unitat de l'esquerra com el MIDA i el Juntos Podemos Más.L'any 2003, després del congrés realitzat, va haver-hi un èxode de militants i dirigents mitjans sobretot de regions que no compartien la decisió de participar en les eleccions a través de pactes institucionalitzats amb el Partit Comunista de Xile. Durant l'any 2005, donà suport com a candidat presidencial a Tomás Hirsch que es presentava en representació del Juntos Podemos Más, retirant-se d'aquest després que el Partit Comunista i altres sectors donés suport en segona volta la candidatura a la presidència de la República de Michelle Bachelet.
Durant la dècada 2000-2010, la Juventud Rebelde Miguel Enríquez (JRME), el seu braç juvenil, va reprendre el treball polític entre els estudiants, disputant centres d'estudiants a nivell secundari i federacions estudiantils. En 2003, com a conseqüència d'aquest treball, va competir en les eleccions de la Federació d'Estudiants de la Universitat de Xile (FECH), obtenint tres consellers. Al mateix temps, ha aconseguit l'adreça via eleccions per tercera vegada consecutiva en la Federació d'Estudiants de la Universitat d'Atacama (FEUDA-Copiapó), un membre de la mesa directiva en la Federació d'Estudiants de la Universitat de Tarapacá (FEUT-Arica) en 2003 i la vicepresidència de la Federació d'Estudiants de la Universitat Arturo Prat (FEUNAP-Iquique) en 2005. A més, durant els dos últims anys, el MIR ha tornat a presentar-se amb una llista pròpia a les eleccions en el Col·legi de Professors i a la Central Unitària de Treballadors (CUT), on la seva llista, la Lista B: "Trabajadores al poder", fou encapçalada per Fabián Caballero, assolint l'1,02% de les opcions.
Novament l'any 2012, el MIR torna a presentar-se amb llista pròpia a la Central Unitària de Treballadors, amb la lista C: "Trabajadores al Poder". En aquesta ocasió arribarien a l'1% de les opcions.
A la fi del 2013, una llista integrada entre militants de la JRME i el PC(AP) en l'Ex Institut Pedagògic (actual UMCE), guanyen la federació estudiantil, per a l'any 2014.

## Dirigents històrics del MIR
- Luciano Cruz Aguayo
- Miguel Enríquez
- Edgardo Enríquez Espinoza
- Sergio Pérez Molina
- Martín Hernández Vásquez
- Arturo Villabela Araujo
- Nelson Gutiérrez
- Dagoberto Pérez Vargas
- Hugo Ratier Noguera
- Blanca Rengifo Pérez
- José Carrasco Tapia
- Jécar Antonio Nehgme Cristi
- Bautista van Schouwen
- Rafael Maroto
- Alejandro Villalobos
- Humberto Lizardi Flores
- Alejandro Manque
- Felix Huentelaf
- José Gregorio Liendo Vera ("Comandante Pepe")

### Secretaris generals
- Enrique Sepúlveda (1965-1967)
- Miguel Enríquez (1967-1974)
- Hernán Aguiló (1975-1977, provisional fins a 1977, mentre Pascal Allende estiguóe a l'estranger)
- Andrés Pascal Allende (1975-1990)
- Nelson Gutierrez (1987-1991) MIR "Político"
- Hernán Aguiló (1987-1994) MIR "Comisión Militar"
- Demetrio Hernández (1991-2006)
- Monica Quilodrán (2006-2014)
- Demetrio Hernández (2014)[14]